# Kumba (Kamerun)
Kumba ist eine Bezirkshauptstadt in der Region Sud-Ouest in Kamerun. In der Stadt leben 144.268 Einwohner (Volkszählung 2005).

## Wirtschaft und Verkehr

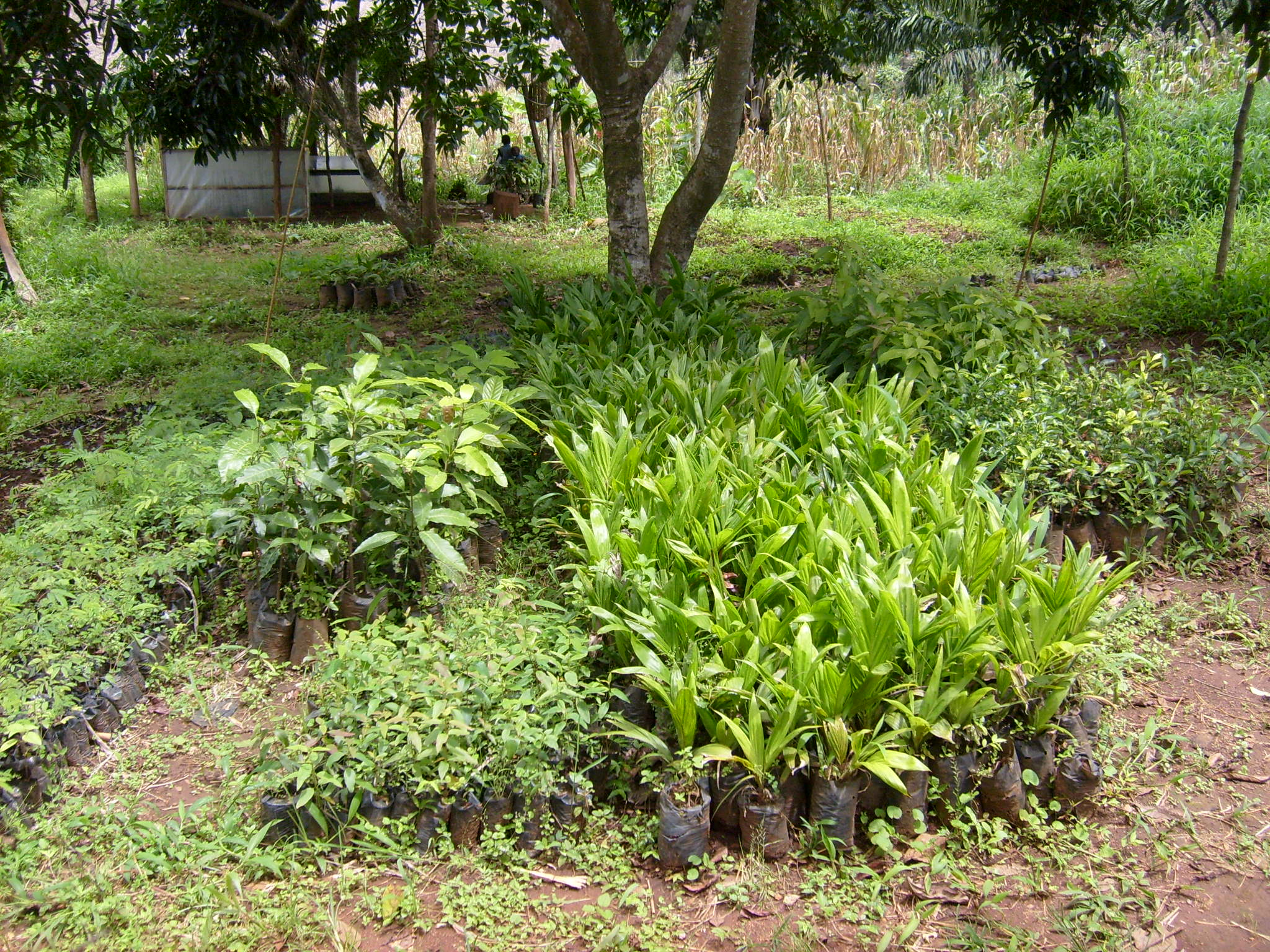
Baumschule in Kumba

Die Stadt an der N8 und N16 ist ein regionaler Verkehrsknotenpunkt mit einem Bahnhof der Strecke Duala–Nkongsamba und einem Handelszentrum unter anderem für Kakao, Ölpalmen und Bananen.

## Bevölkerung
Die Bevölkerungsentwicklung der Stadt:
| Jahr          | Einwohner |
| ------------- | --------- |
| 1976 (Zensus) | 44.175    |
| 1987 (Zensus) | 70.112    |
| 2005 (Zensus) | 144.268   |

## Religion
Die Ausbildung von Pfarrerinnen und Pfarrern der Presbyterianischen Kirche in Kamerun (PCC) findet regelmäßig im theologischen Seminar Kumba statt.
Im März 2016 wurde das römisch-katholische Bistum Kumba errichtet. Bischofskirche ist die Herz-Jesu-Kathedrale.

## Umgebung
Der Kratersee Barombi Mbo liegt zwei Kilometer nordwestlich von Kumba.

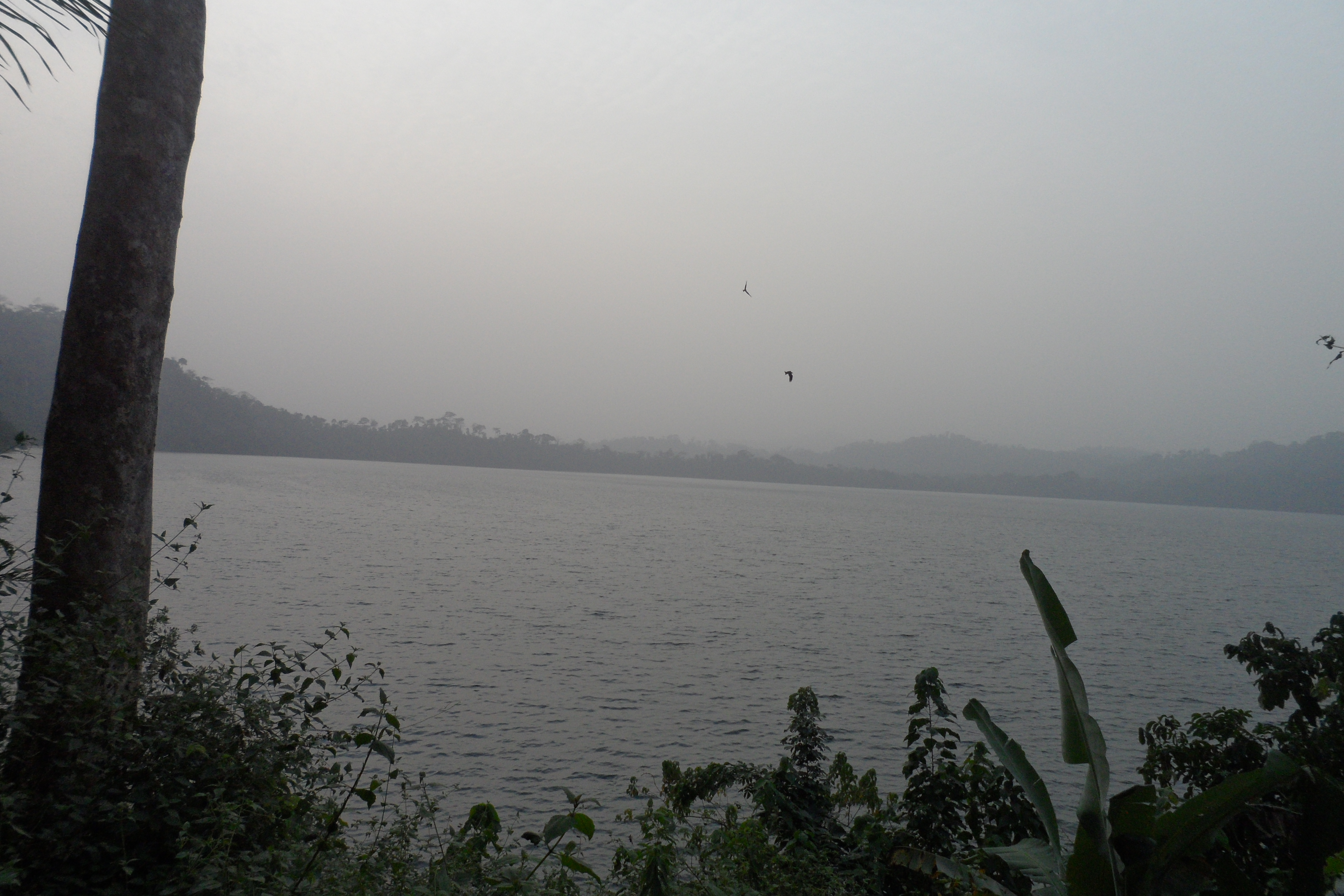
Kratersee, Kumba
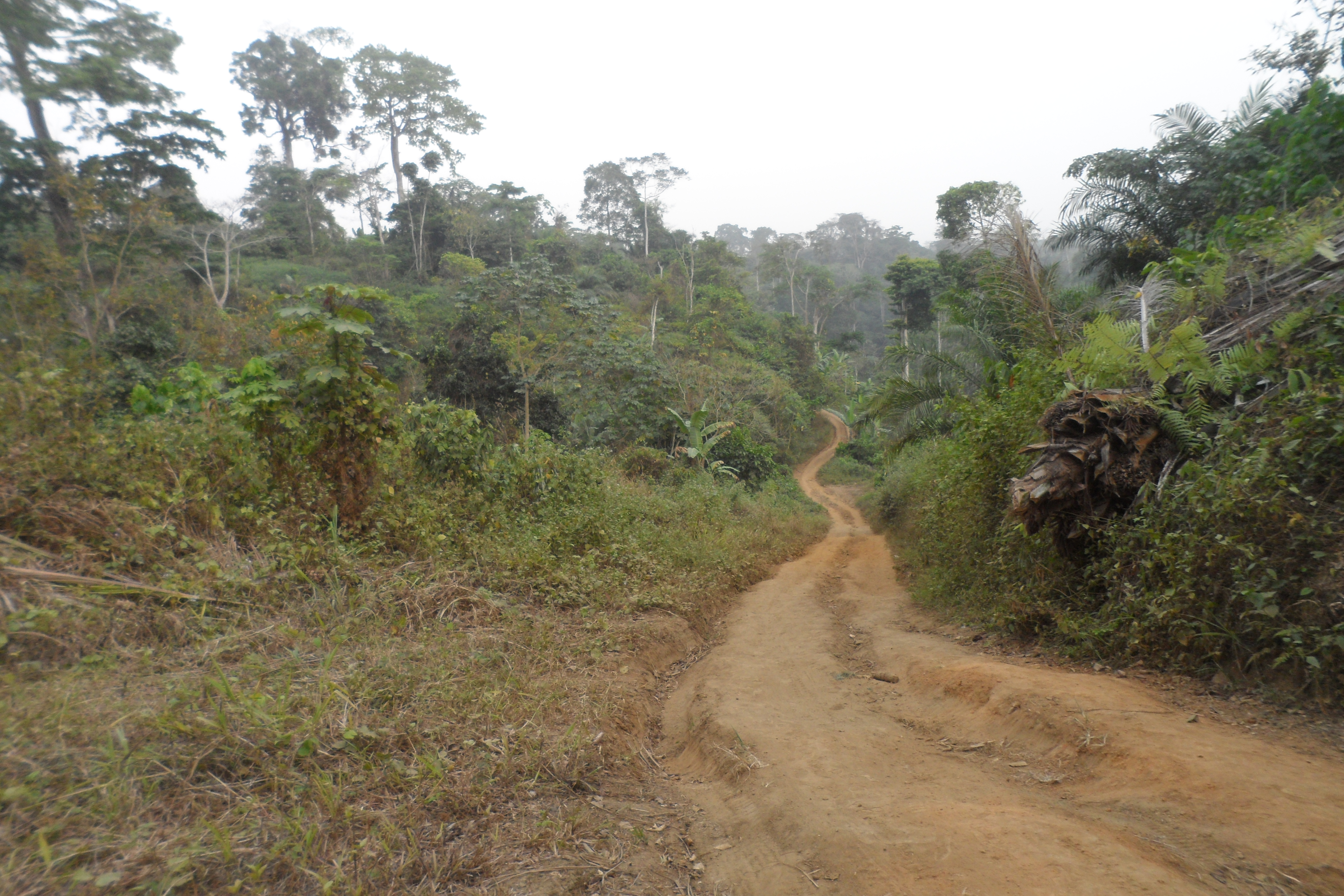
Waldreservat, See Barombi
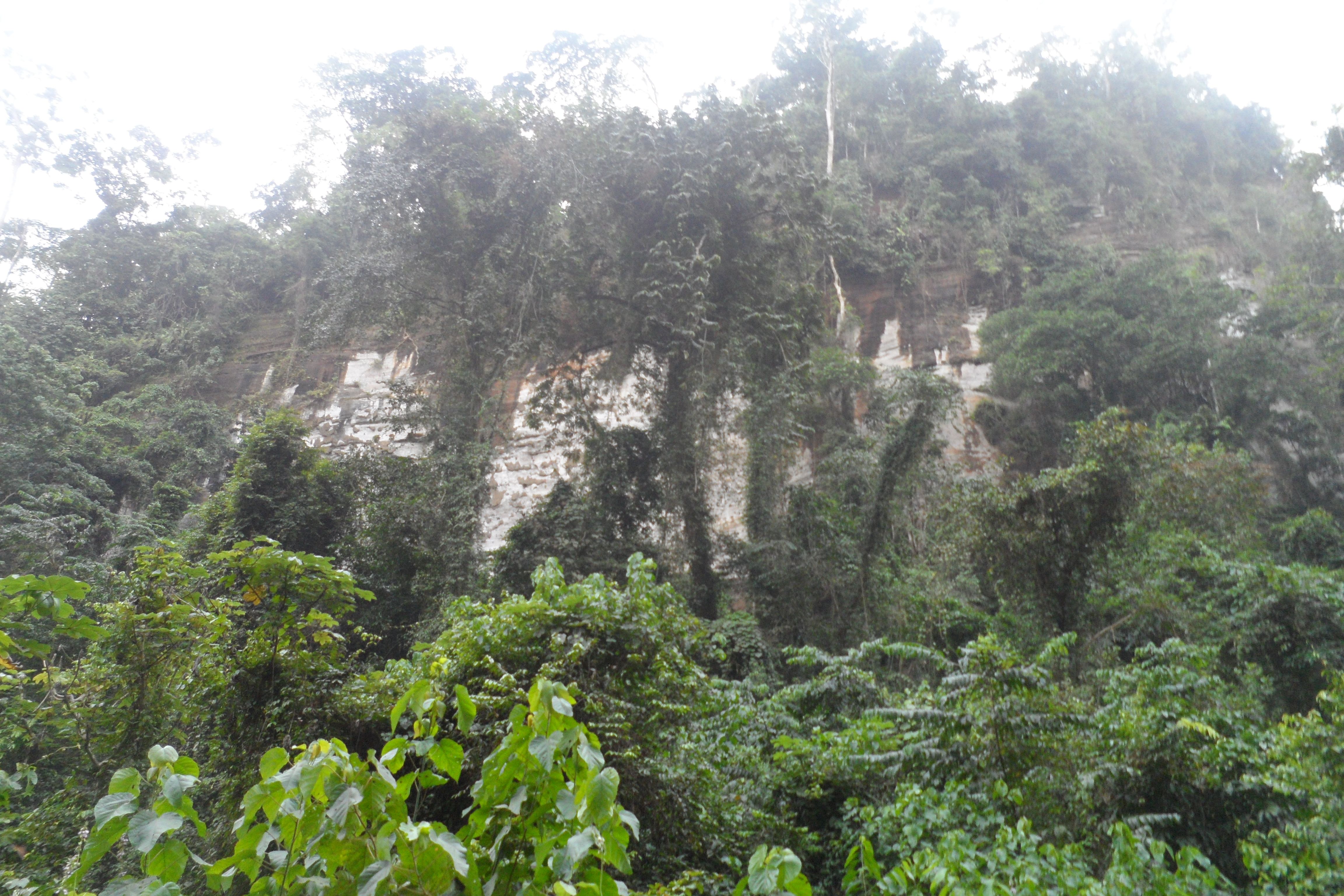
Bakundu Forest Reserve, Lake Barombi
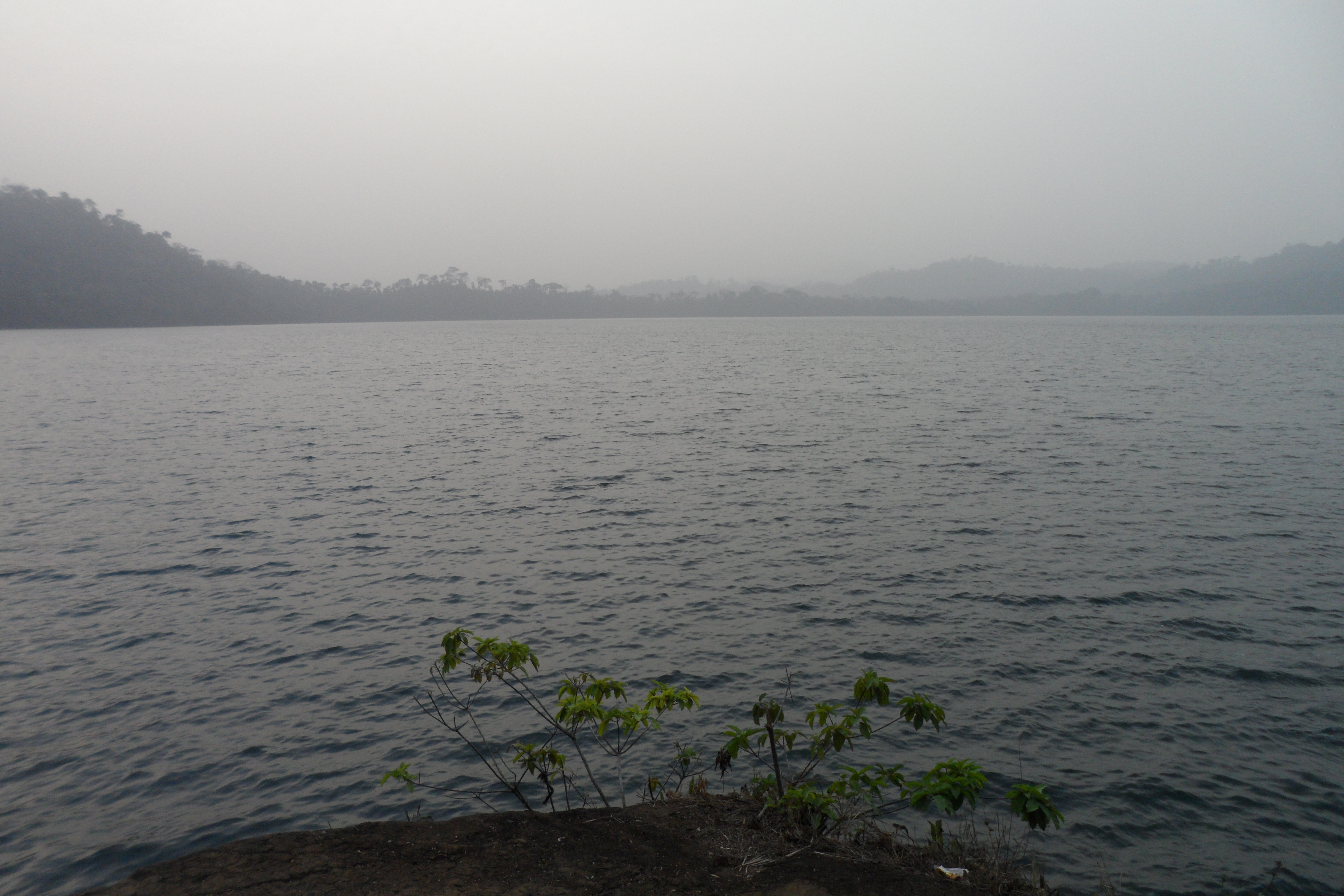
In vollem Umfang, Lake Barombi
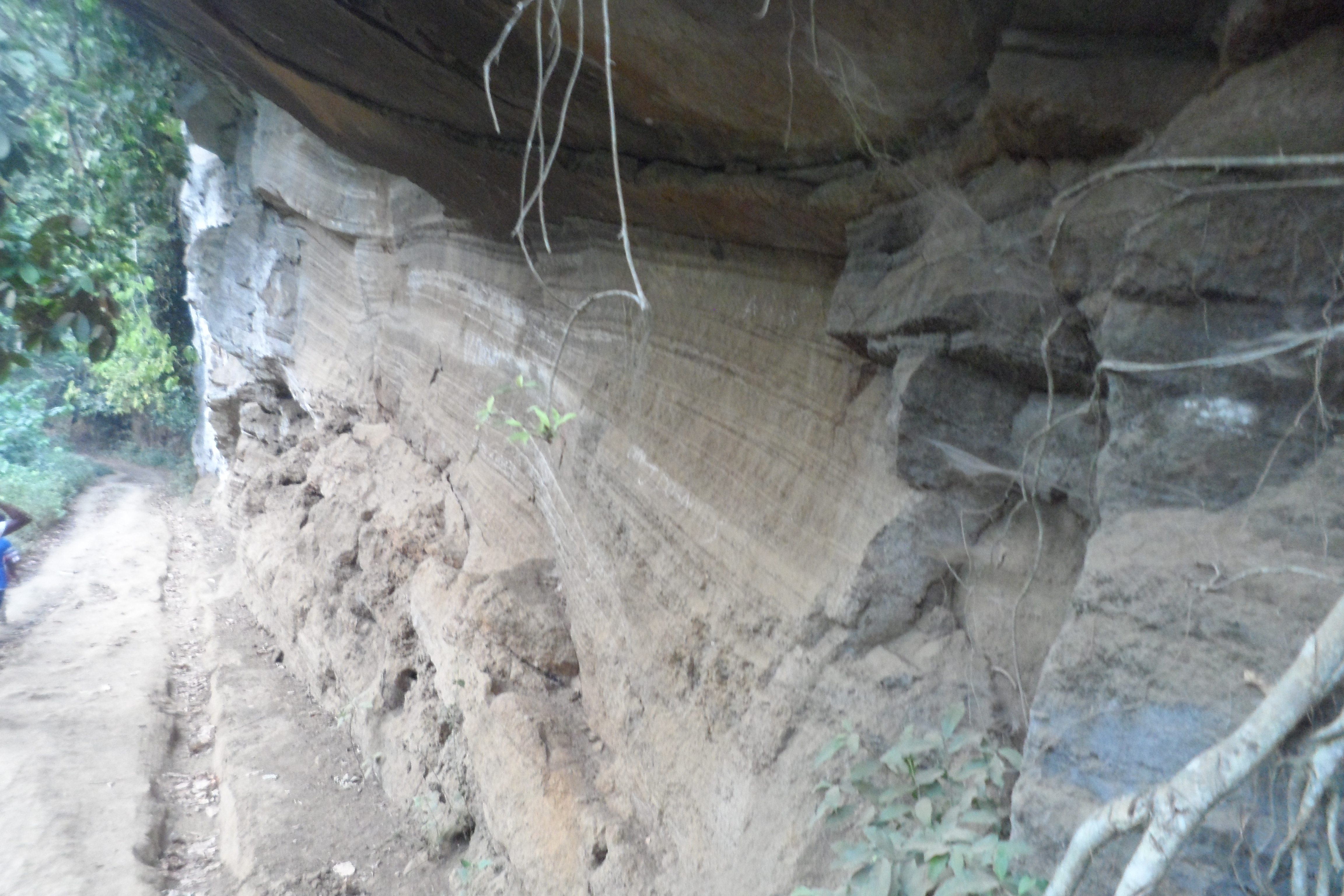
Riesige pyroklastische Lagerstätte, Kumba

## Söhne und Töchter der Stadt
- Eyong Enoh (* 1986), Fußballspieler
- Valentine Atem (* 1978), Fußballspieler
- Vencelas Dabaya (* 1981), französischer Gewichtheber
- René Kindzeka (* 1995), Basketballspieler
- Bright Arrey-Mbi (* 2003), Fußballspieler